# Гёрц, Георг Генрих фон
Георг Генрих фон Гёрц, барон фон Шлитц (нем. Georg Heinrich von Görtz, швед. Georg Henrik von Görtz; 1668[…], Гольштейн, Шлезвиг-Гольштейн — 19 февраля 1719, Стокгольм) — шведский государственный деятель и авантюрист немецкого происхождения. Первый министр при Карле XII в 1716-1718 годах.
Родился в 1668 году в семье капитана Филиппа Фридриха фон Гёрца. Учился в Йенском университете. Будучи 30 лет от роду, поступил на службу к герцогу Фридриху Голштинскому камер-юнкером. Благодаря своим талантам, в 1702 году он становится тайным советником и членом голштинского правительства. После смерти герцога получил большое влияние на его вдову и герцога-администратора Христиана-Августа. Однако то, как он пользовался своей властью, вызвало в Голштинии сильное недовольство, и он был вынужден её покинуть.
Ему удалось встретиться с вернувшимся из Турции Карлом XII и постепенно войти к нему в доверие. Своим необычайным влиянием он был обязан тому факту, что был единственным из советников Карла, кто верил или притворялся, что верит, что Швеция еще далека от истощения или, во всяком случае, обладает достаточным запасом сил, чтобы продолжить войну. Король вскоре предоставил ему практически неограниченную власть в вопросах внутренней политики и экономики. В результате его деятельности было выпущено большое количество необеспеченных денег (так называемых «чрезвычайных денег», швед. nödmynt, получивших в обиходе название «далер Гёрца»), которые должны были покрыть расходы на ведение Северной войны. 
Был настолько непопулярен, что немедленно после гибели в 1718 году Карла XII подвергся аресту (о том, что короля нет в живых, ему сообщили уже после взятия под стражу). Для расследования его деятельности была создана комиссия из 14 членов, избранных из различных сословий. 11 февраля 1719 года расследование было завершено, и он был приговорён к смертной казни, которая состоялась 19 числа того же месяца. Гёрц завещал написать на своей могиле: «Mors regis, fides in regem, mors mea» (Смерть короля, верность королю — смерть моя). В 1724 году посмертно реабилитирован на том основании, что действовал не самостоятельно, а выполнял приказы короля, конфискованное по решению суда имущество было возвращено наследникам.